# Ruso Verea
Norberto Ernesto Verea (Gerli, 8 de febrero de 1957), conocido como el Ruso Verea,  es un exfutbolista y actual periodista deportivo, entrenador y conductor radial argentino. Como jugador se desempeñaba como arquero.

## Biografía

### Carrera deportiva
Nacido en la localidad de Gerli, al sur del Gran Buenos Aires, fue arquero de Chacarita Juniors años 1975 y 1976, Argentinos Juniors año 1977, Nacional en la segunda mitad del año 1977, Talleres de  Remedios de Escalada año 1978, Argentino de Quilmes año 1979 e Independiente años 1980 y 1981, club este último del que además es hincha confeso. 
En 1978 se consagró campeón del Torneo de Primera C con Talleres de Remedios de Escalada, obteniendo de esta forma el ascenso a la Primera B. 
Personaje singular, y gran admirador de Hugo Orlando Gatti, el "Ruso" Verea se dedicó luego de su paso por el fútbol, entre otras actividades, a la venta de discos.Tuvo una única experiencia como director técnico dirigiendo en Deportivo Español .

### En radio y televisión
Su acercamiento a la radio se dio en la década de 1980 como proveedor de discos de Rock & Pop. Allí condujo, entre 1990 y 1995, Heavy Rock & Pop, junto a Alejandro Nagy. El programa fue líder en su horario de la medianoche, en donde acuñó la célebre frase "lo hacemos todos los que lo hacemos más uno que nos ilumina desde arriba" en cada cierre de emisión, y por el cual pasaron grandes nombres internacionales ligados al metal y al punk como Bruce Dickinson, Dave Mustaine, Lemmy Kilmister, James Hetfield, Slash, Angus Young, Joey Ramone o Tony Iommi, coincidiendo con sus visitas a Buenos Aires.
No obstante haber sido un programa exitoso y un referente en su tipo, Verea dio por concluido el ciclo a fines de 1995, dedicándose a partir de ese momento mayormente al periodismo deportivo, fue comentarista de los partidos del Nacional B por América 2 y América Sports junto a Julio Macias, Miguel Alfredo Simon o Juan Carlos Morales tarea a la que siempre dotó de un estilo personal, con ideas claras y opiniones frontales.
Trabajó a lo largo de los años en diversos medios: con Jorge Lanata en el programa "Rompecabezas", en Radio La Red, Radio Mitre, Radio Rivadavia, Radio 10, Radio Nacional, Radio Del Plata o a través del blog "FútbolRuso.com", en el Diario Clarín.

### Otros
En septiembre de 1975, fue captado cantando «Aprendizaje», de la banda Sui Generis, para la película Adiós Sui Generis. Por otra parte incursionó en el cine en el cortometraje Noches áticas dirigido en 1995 por Sandra Gugliotta y con pequeños papeles en América mía (1999) y Pájaros volando (2010), y también en la televisión, a través de programas como La TV ataca, Día D, Fútbol prohibido (con Diego Bonadeo) o RRDT. También trabajó en el filme Graciadió (1997) de Raúl Perrone.
Del mismo modo se ha desempeñado como conductor en la filial argentina del canal musical Much Music, y más recientemente como panelista en el programa Hablemos de fútbol, por ESPN. A principios de la década de 2000 comienza a cursar la carrera de D.T. de fútbol, obteniendo el título correspondiente.
Durante 2013 participó en el rodaje de El Hijo de Dios, ópera prima de los directores Mariano Fernández y Gastón Girod, parodia futbolera en forma de wéstern. El largometraje, en el que tres detenidos se juegan su libertad en un desafío de potrero dominguero, está equilibrado por el Bautista, personaje interpretado por Verea. La película se estrenó el 27 de octubre de 2016 con muy buena crítica. Durante el mundial de Catar participó del Programa «Qatar de Noche» por Nacional Rock junto a Miguel Rep  y Pedro Saborido. Actualmente sigue en dicha radio conduciendo "Contrabando de amor" junto a Gustavo Olmedo. Y también se sumó al mundo del streaming en el canal de YouTube "Blender" siendo panelista en el programa "Pelota dividida" conducido por Mikki Lusardi. 